# Neocirolana obtruncata
Neocirolana obtruncata là một loài chân đều trong họ Cirolanidae. Loài này được Richardson miêu tả khoa học năm 1901.